# Metodi Andonow
Metodi Georgiew Andonow (bulgarisch Методи Георгиев Андонов; * 16. März 1932 in Kalischte, Bulgarien; † 12. April 1974 in Sofia) war ein bulgarischer Theater- und Filmregisseur.

## Leben
Andonow absolvierte ein Studium an der Theaterhochschule Sofia und erreichte mit seinen späteren Regiearbeiten auch internationale Anerkennung. Für seinen 1972 gedrehten Film Das Ziegenhorn erhielt er Auszeichnungen auf dem Internationalen Filmfestival in Karlsbad im Jahr 1972 und dem Chicago International Film Festival von 1973. Er wurde mit dem Dimitroffpreis ausgezeichnet.

## Filmografie
- 1968: Бялата стая
- 1971: Няма нищо по-хубаво от лошото време
- 1972: Козият рог (deutsch: Das Ziegenhorn)
- 1973: Голямата скука